# Güterbündel
Als Güterbündel (auch: Konsumgütervektor oder Konsumbündel) bezeichnet man in der Mikroökonomik eine bestimmte Zusammenstellung (eben: ein Bündel) verschiedener Güter mit ihrer jeweiligen – nicht notwendig ganzzahligen – Menge. Einzelne Güter werden zu Güterbündeln zusammengefasst, um von der Vielzahl existierender Güter zu abstrahieren und dem Verhalten der Haushalte Gesetzmäßigkeiten entnehmen zu können. In der Wirtschaftsstatistik wird ein Güterbündel als Warenkorb bezeichnet. 
Nutzentheoretische Aspekte können durch diese Abstraktion im Zwei-Güter-Fall in einem dreidimensionalen Koordinatensystem analytisch behandelt. So können subjektive Präferenzstrukturen des Haushalts bezüglich Verbrauchsmengenkombinationen betrachtet und Indifferenzkurvensysteme im zweidimensionalen Koordinatensystem abgeleitet werden.

## Formale Notation
Definition: Sei {\displaystyle n} die Zahl der Güter in einer Ökonomie. Dann bezeichnet man einen {\displaystyle n}-Vektor
{\displaystyle \mathbf {x} =(x_{1},\ldots ,x_{n})}
mit {\displaystyle x_{i}\in [0,\infty )} der Menge von Gut {\displaystyle i=1,\ldots ,n} als Güterbündel in der Ökonomie.

## Anwendungen
Im sogenannten Zwei-Güter-Fall können Güterbündel durch Vektoren {\displaystyle \mathbf {x} =(x_{1},x_{2})\in [0,\infty )^{2}\subset \mathbb {R} ^{2}} dargestellt werden. Mit einem gegebenen Budget, d. h. für Konsumausgaben verfügbaren Einkommen, {\displaystyle y>0} können bei gegebenen Preisen {\displaystyle p_{1}>0} und {\displaystyle p_{2}>0} alle Güterbündel erworben werden, welche die Budgetrestriktion {\displaystyle p_{1}x_{1}+p_{2}x_{2}\leq y} erfüllen.
Im n-Güter-Fall sind die Güterbündel durch Vektoren in {\displaystyle \mathbf {x} =(x_{1},\dots ,x_{n})\in [0,\infty )^{n}\subset \mathbb {R} ^{n}} repräsentiert. Zu gegebenem Budget {\displaystyle y>0} und gegebenen Preisen {\displaystyle p_{i}>0} für {\displaystyle i=1,\dots ,n} ist die Budgetrestriktion {\displaystyle p_{1}x_{1}+\dots +p_{n}x_{n}\leq y}.
In der Mikroökonomie werden die Präferenzen eines Konsumenten für verschiedene Güterbündel durch eine Präferenzrelation oder Präferenzordnung {\displaystyle \succsim } auf einer Menge {\displaystyle X\subseteq [0,\infty )^{n}} von Güterbündeln modelliert. Diese Präferenzrelation ist eine transitive Relation und ermöglicht, je zwei Güterbündel {\displaystyle \mathbf {x} } und {\displaystyle \mathbf {x} '} durch {\displaystyle \mathbf {x} \succsim \mathbf {x} '} oder {\displaystyle \mathbf {x} '\succsim \mathbf {x} } zu vergleichen. Wenn für zwei verschiedene Güterbündel {\displaystyle \mathbf {x} } und {\displaystyle \mathbf {x} '} sowohl {\displaystyle \mathbf {x} \succsim \mathbf {x} '} als auch {\displaystyle \mathbf {x} '\succsim \mathbf {x} } gilt, dann ist der Konsument zwischen {\displaystyle \mathbf {x} } und {\displaystyle \mathbf {x} '} indifferent. Alle Güterbündel zwischen denen der Konsument paarweise indifferent ist, bilden eine Indifferenzmenge, die in bestimmten Spezialfällen bei graphischen Darstellungen als Indifferenzkurve bezeichnet wird.
Unter bestimmten zusätzlichen Voraussetzungen existiert eine Nutzenfunktion {\displaystyle u\colon X\to \mathbb {R} }, die durch 
{\displaystyle u(\mathbf {x} )\geq u(\mathbf {x} ')\iff \mathbf {x} \succsim \mathbf {x} '\quad {\text{für alle }}\mathbf {x} ,\mathbf {x} '\in X}
die Präferenzordnung für alle Güterbündel in {\displaystyle X} widerspiegelt. Die Indifferenz zwischen zwei Güterbündeln {\displaystyle \mathbf {x} } und {\displaystyle \mathbf {x} '} ist dann äquivalent zu {\displaystyle u(\mathbf {x} )=u(\mathbf {x} ')}; man sagt in diesem Fall: 'Die beiden Güterbündel {\displaystyle \mathbf {x} } und {\displaystyle \mathbf {x} '} stiften denselben Nutzen'.